# Craniospermum
Craniospermum, rod boražinovki smjšten u vlastiti tribus Craniospermeae, dio potporodice Cynoglossoideae. Sastoji se od 11 priznatih vrsta iz južnog Sibira, Mongolije, Kazahstana, Xinjianga.

## Vrste
1. Craniospermum canescens DC.
2. Craniospermum desertorum Ovczinnikova & A.Korolyuk
3. Craniospermum gubanovii Ovczinnikova
4. Craniospermum kamelinii Ovczinnikova
5. Craniospermum mongolicum I.M.Johnst.
6. Craniospermum montanostepposum Ovczinnikova
7. Craniospermum pseudotuvinicum Ovczinnikova & A.Korolyuk
8. Craniospermum subfloccosum Krylov
9. Craniospermum subvillosum Lehm.
10. Craniospermum tuvinicum Ovczinnikova
11. Craniospermum volkovae Ovczinnikova